# Дюрок (станция метро)
Дюрок (фр. Duroc) — пересадочный узел линий 10 и 13 Парижского метрополитена, расположенный на границе VI, VII и XV округов Парижа. Назван в честь французского генерала наполеоновской эпохи Жерара Дюрока. Рядом со станцией располагается Министерство заморских территорий Франции (фр. Ministère des Outre-mer). На станции установлены автоматические платформенные ворота.

## История

План реорганизации линий 8 и 10 и старой 14 в 1937 году

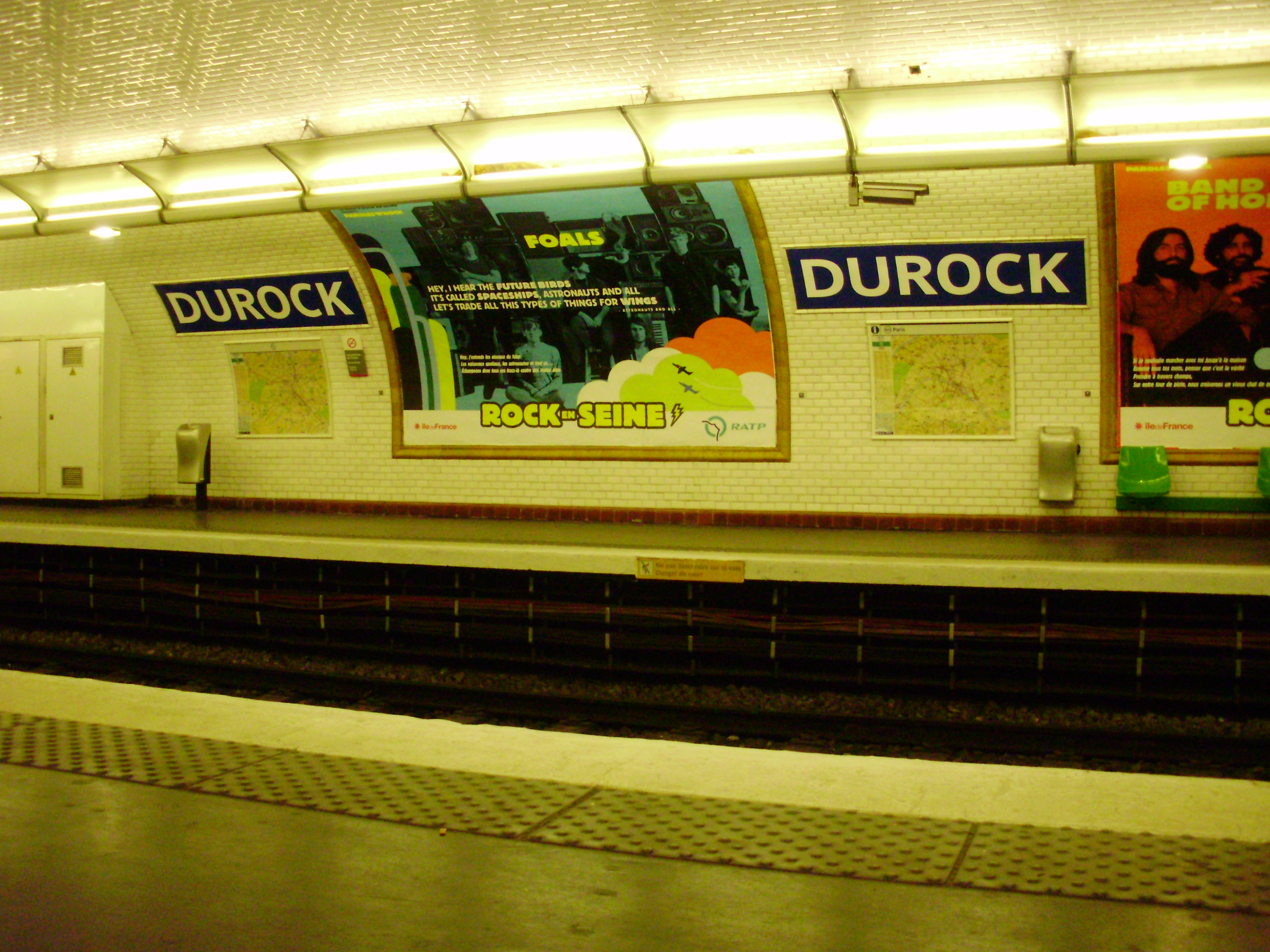
Вывеска с названием в зале линии 10, модифицированным в качестве рекламы проходившего неподалёку фестиваля «Rock en Seine»

- Станция открылась 30 декабря 1923 года в составе первого участка линии 10 Энвалид — Круа-Руж (закрыта в 1939 году).
- 27 июля 1937 года, в ходе реорганизации линий в левобережье Парижа, от станции были запущены два новых участка: Дюрок — Монпарнас — Бьенвеню и Дюрок — Ла Мотт-Пике — Гренель, в результате чего участок севернее Дюрока вошёл в состав старой линии 14, а линия 10 была перетрассирована через Ла Мотт-Пике — Гренель к станции «Порт д’Отёй».
- Во время проведения фестиваля Rock en Seine в 2008 и 2009 годах вывеска названия станции на линии 10 менялась на «Durock»[2], такая же операция проводилась и в 2012—2014 годах[3].
- Пассажиропоток пересадочного узла по входу в 2011 году, по данным RATP, составил 3 218 029 человек[4]. В 2013 году этот показатель вырос до 3 339 347 пассажиров (158 место по уровню пассажиропотока в Парижском метро)[5].

## Путевое развитие
Возле каждого из залов узла имеются пошёрстные съезды. До 1937 года обе линии сообщались двухпутным перегоном Дюрок (ныне линия 13) — Вано, ликвидированным при реорганизации линий.

## Галерея

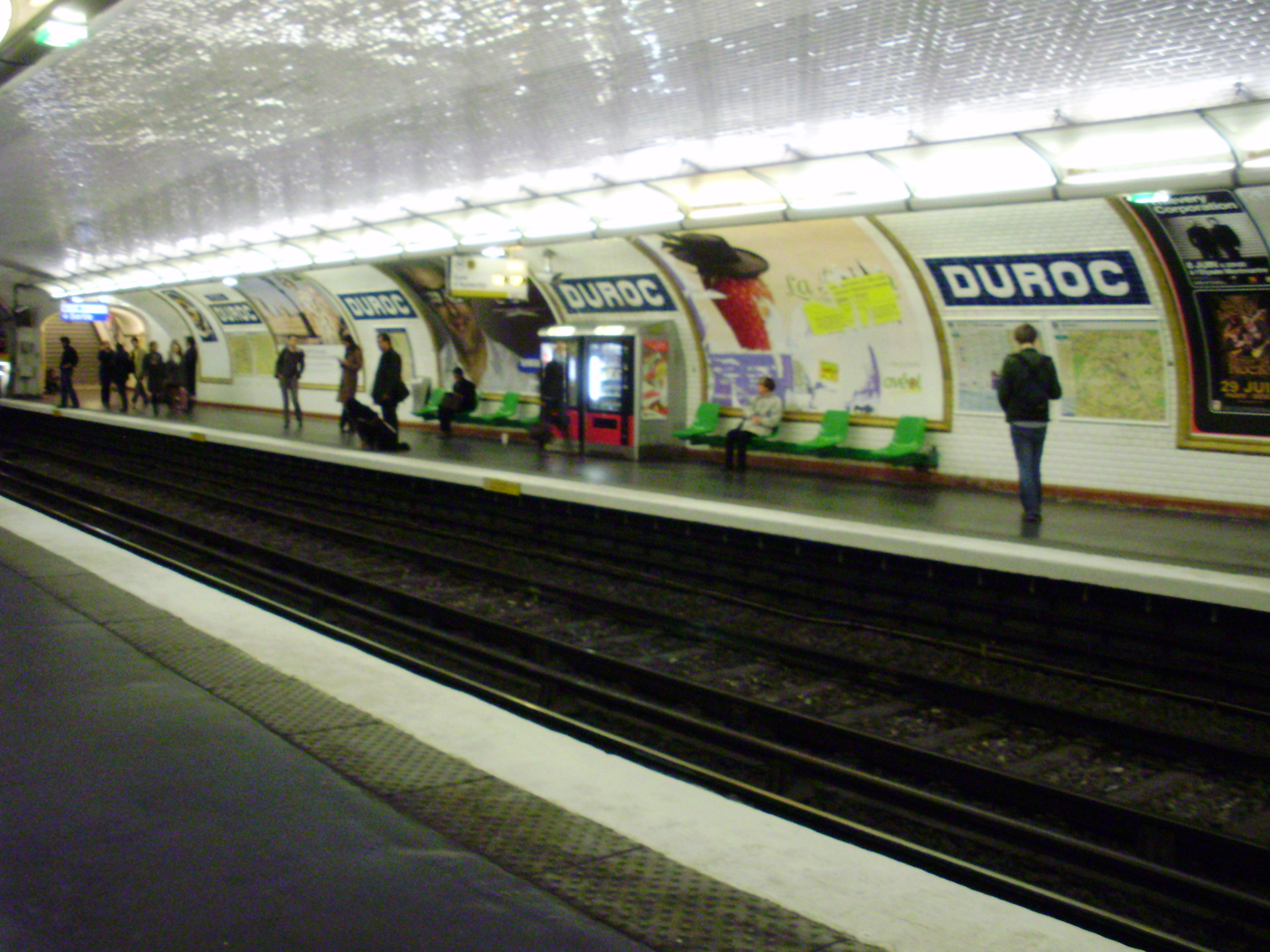
Зал линии 10
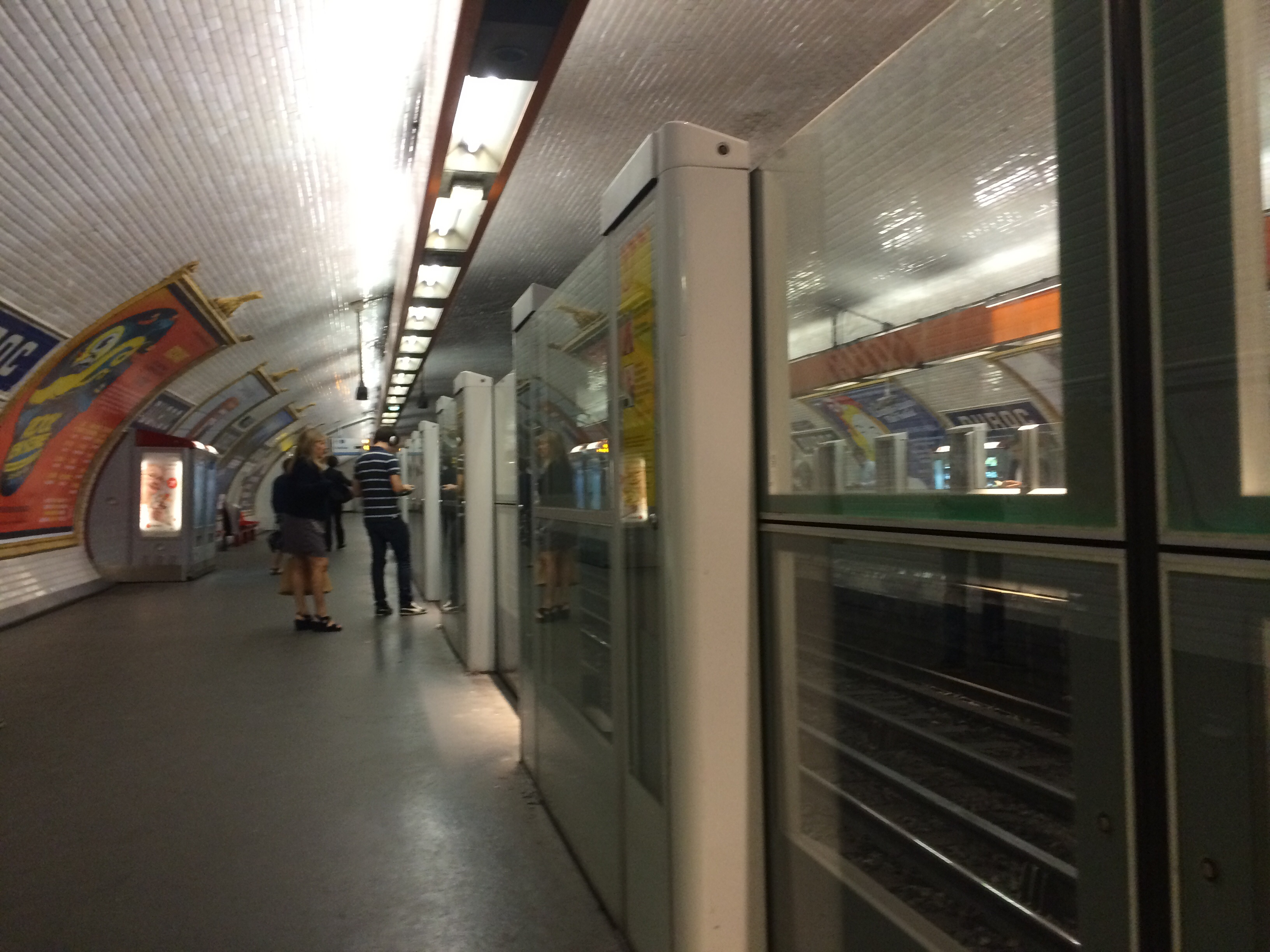
Зал линии 13